# Allium proliferum
Espèce
Classification APG III (2009)
Allium × proliferum ou ciboule hybrideou arbre à oignon est une plante vivace semblable à l'oignon commun (A. cepa), mais avec une grappe de bulbilles là où un oignon normal aurait des fleurs.
Des preuves génomiques ont montré de manière concluante qu'il s'agit d'un hybride diploïde entre Allium cepa L. var. aggregatum (l'échalote) et Allium fistulosum, (la ciboule),,.
Il est cultivé dans de nombreux jardins et de nombreux pays.

## Description et dénominations
La plante présente des feuilles vertes caduques, dressées, tubulaires avec des tiges creuses pouvant atteindre 70 à 80 cm à l’extrémité desquelles se forment des bulbilles qui peuvent être organisées en 2 à 3 étages de 4 à 6 bulbilles pointant vers l'extérieur. La floraison rose printanière se remarque peu, elle est discrète. En hiver, le feuillage et les tiges disparaissent pour refaire surface au printemps. Les nombreuses bulbilles (dont certaines émettent des feuilles) et les mini-hampes hampes florales secondaires sinueuses forment à leur tour des bulbilles, d'où leur surnom «oignon à étages». Les bulbilles de l'arbre à oignon  germeront et pousseront tout en restant sur la tige d'origine. Les bulbilles sont généralement de la taille d'une bille, entre 0,5 cm et 3 cm de diamètre. La plante peut se plier sous le poids de ces bulbilles et, après leur chute, donner de nouvelles plantes qui peuvent s'enraciner à une certaine distance de la plante mère, ce qui a donné le nom d'«oignon ambulant» ou «oignon qui marche».
Le phénomène de formation de (bulbilles) au lieu de fleurs est également observé dans l'ail et d'autres alliums, qui peuvent parfois être également appelés oignons d'arbre.
Le nom «oignon égyptien» proviendrait probablement du peuple Roms qui ont rapporté l'arbre à oignon en Europe depuis le sous-continent indien.
Il est aussi dénommé «oignon catawissa» ou «ciboule Catawissa»,. Enfin il est dénommé «oignon rocambole» ou «oignon perpétuel».
Aussi connu sous le nom de «turfed stone leek (»poireau en gazon), il peut être cultivé commercialement pour son feuillage,. Il est décrit comme une échalote qui peut être cultivée dans des conditions tropicales.
Les bulbes souterrains ont une peau particulièrement dure et piquante, et peuvent être assez allongés, comme les poireaux, ou, dans certains types, peuvent former des bulbes jusqu'à 5 cm de diamètre.

## Utilisations culinaires
Les utilisations sont multiples et varient selon les parties des plantes utilisées.
Parfois dénommés aussi «oignons verts» comme la cebette ou d'autres espèces d' Allium, certains ont une saveur très forte, bien que d'autres cultivars soient relativement doux et sucrés.
Les jeunes plantes peuvent être utilisées comme échalotes au printemps, et les bulbilles peuvent être utilisées en cuisine de la même manière que les oignons ordinaires, ou conservées dans du vinaigre.

### Japon

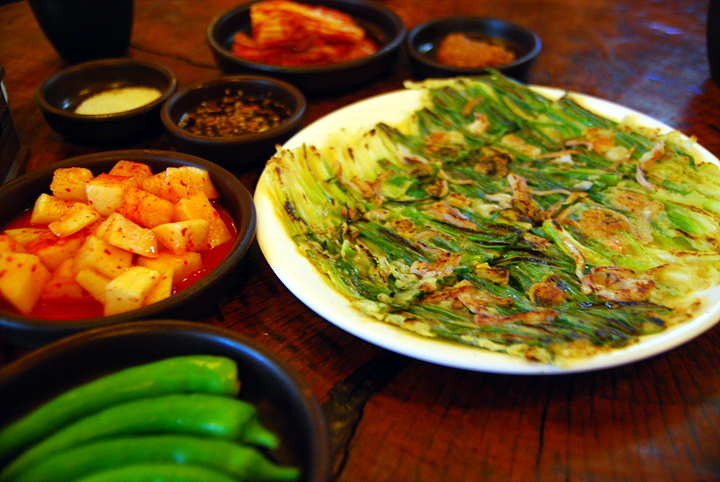
Haemul-pajeon (galette d'oignons verts aux fruits de mer)

La plante est connue sous le nom de ワケギ (wakegi) au Japon. Considéré comme une spécialité de la préfecture d'Hiroshima, il est utilisé dans la cuisine locale comme les autres oignons verts.

### Corée

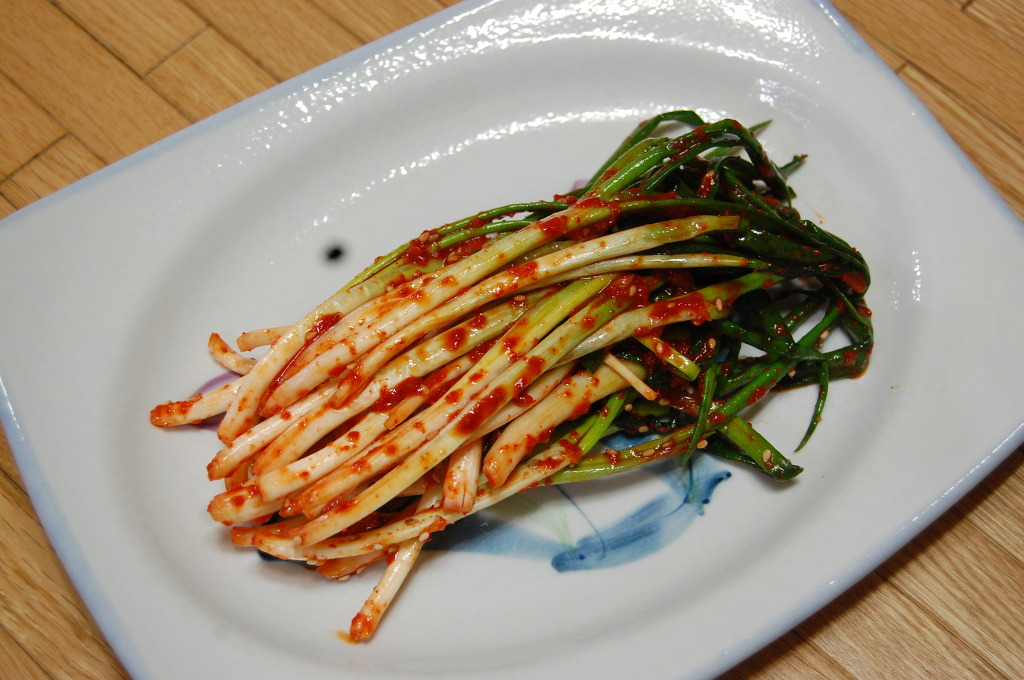
Pa-kimchi (kimchi aux oignons verts).

En Corée, Allium × proliferum avec A. fistulosum est appelé pa (파, "oignon vert"), tandis que les oignons communs sont appelés yangpa ( 양파, "oignon vert occidental"). Alors que A. × proliferum est appelé jjokpa (쪽파[pas clair]), A. fistulosum est appelé soit daepa (대파, "gros oignon vert") ou silpa (실파, "thread scallion") en fonction de la taille. Contrairement au  daepa  et au  silpa , qui sont généralement utilisés comme épice, herbe ou garniture, le  jjokpa  est souvent utilisé comme ingrédient principal de divers plats d'oignons verts dans la cuisine coréenne. Les plats courants à base de jjokpa incluent pajeon (crêpes aux oignons verts) et pa-kimchi (kimchi aux oignons verts).[réf. nécessaire]

## Galerie

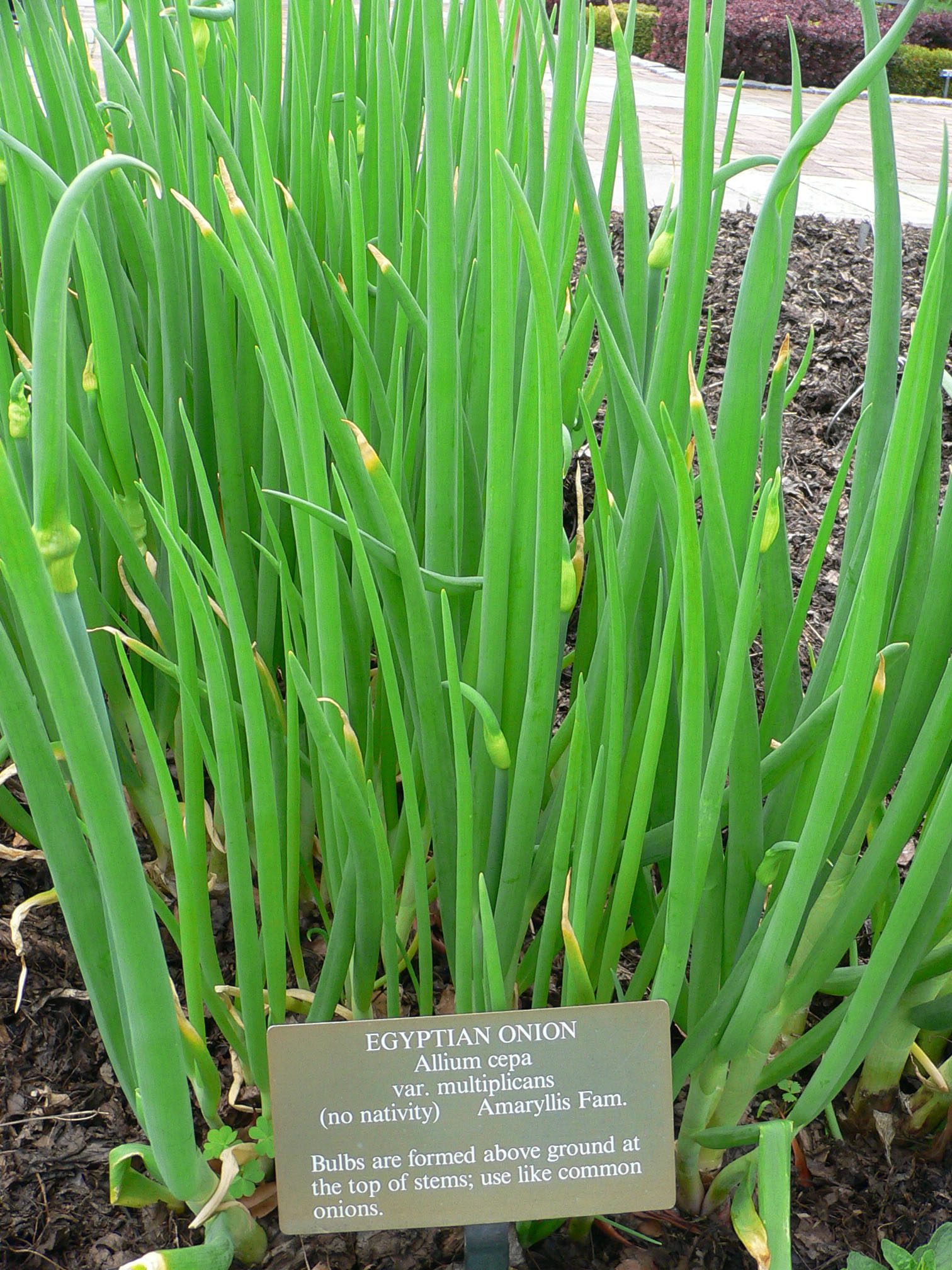
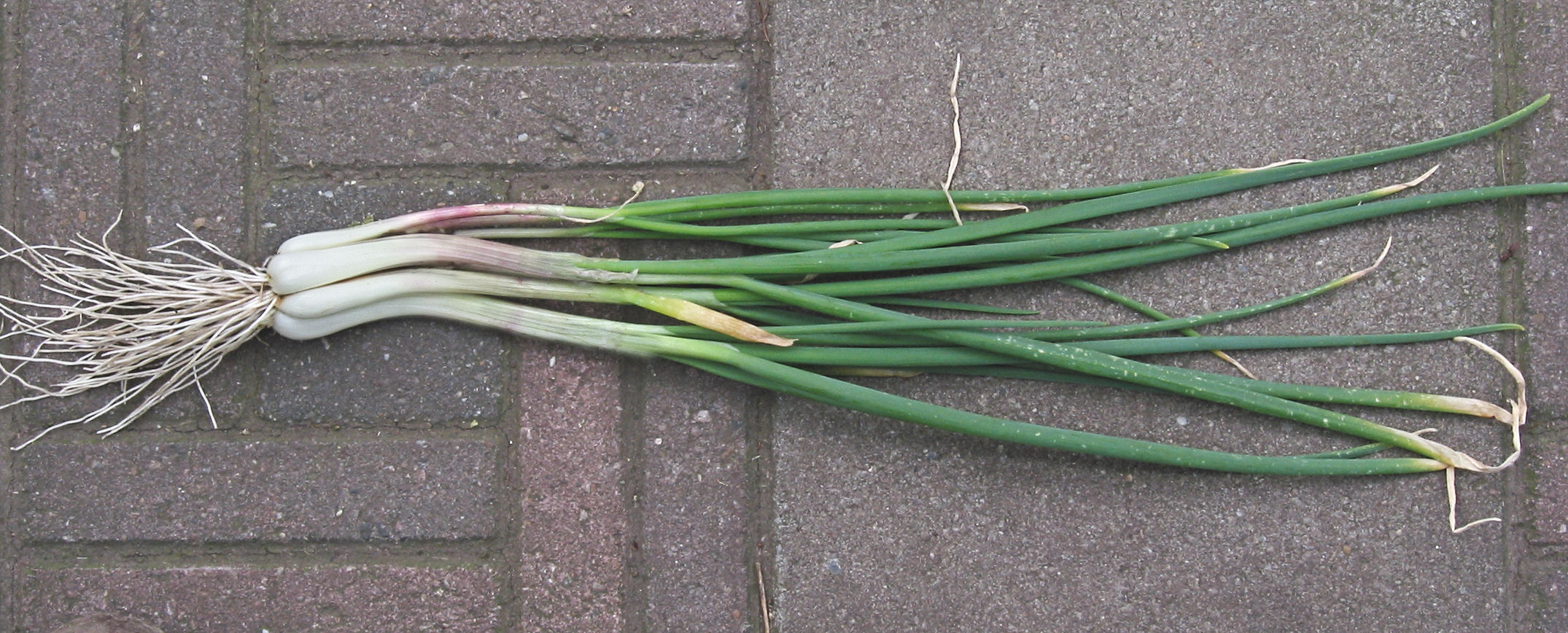
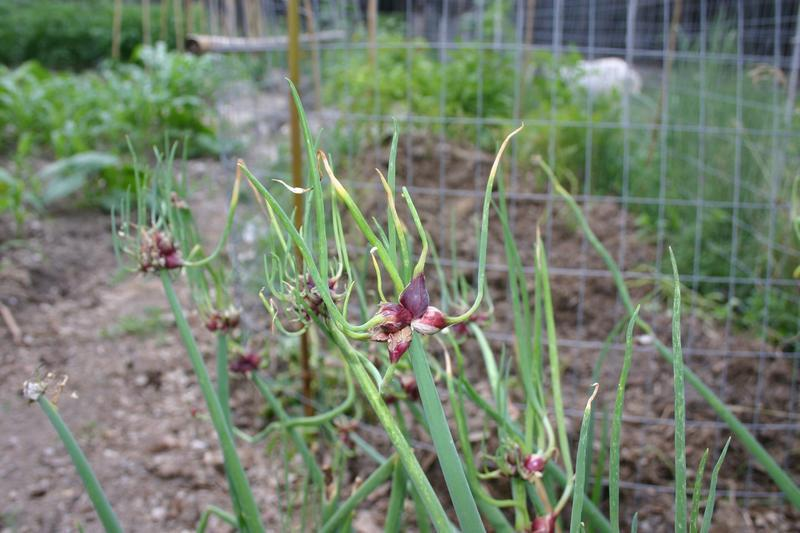